# Кристал, Генри
Генри Кристал (пол. Henyek Krysztal; 22 апреля 1925, Сосновец — 8 октября, 2015, Блумфилд-Хилс) — американский психиатр, психоаналитик, почётный профессор Мичиганского университета, автор термина «вина выжившего».

## Биография
Генри Кристал родился и вырос в городе Сосновце, Польша. Его отец был бухгалтером, а брат Самуил — врачом. В 1938 году в Польшу вторглись нацисты. Впоследствии он будет единственным выжившим из своей семьи и пережившим тюремное заключение, пытки в лагерях и Марш смерти.
В 1942 году Генри был отправлен в трудовой лагерь в Стараховице, а затем направлен в Освенцим, к концу войны — в Бухенвальд, и впоследствии — в Заксенхаузен.
Когда началось глобальное отступление немецких войск, Генри Кристалу удалось бежать. «Я не мог испытать чувство радости, — сказал он интервьюеру в 1996 году, — Может быть, за день или за два до того, как я был освобождён, мне пришла в голову мысль, что если я умру, …, то никто в мире… не будет скучать по мне».
После окончания войны Генри Кристал переехал во Франкфурт, учился в университете Гёте, а затем эмигрировал в Детройт, штат Мичиган. В 1953 году он окончил обучение в медицинской школе Университета Уэйна, где также встретил свою будущую жену Эстер Роуз
После завершения психиатрической подготовки Генри Кристал прошёл аналитическую подготовку в Мичиганском психоаналитическом институте и занялся частной практикой.
Джон Кристал, председатель отделения психиатрии в Йельском университете, и Эндрю Кристал, профессор психиатрии в Герцоге, являются сыновьями Генри Кристала
Генри Кристал умер 8 октября 2015 года от осложнений болезни Паркинсона в возрасте 90 лет.

## Научная деятельность
На основе клинических данных Кристал определил, что психологическая травма нарушает способность человека использовать собственные эмоции для саморегуляции и адаптивного поведения. Он отметил, что в состоянии стресса травмированные люди теряют способность точно определять и выражать своё эмоциональное состояние (данный феномен носит название алекситимия). Таким образом, происходит процесс соматизации эмоций и они начинают проявляться у таких людей в физических ощущениях. Данные особенности приводили к тому, что травмированные личности чаще прибегали к использованию импульсивного поведения в тех или иных ситуациях и увеличивали риск развития зависимости в качестве стратегии преодоления стресса и негативных переживаний
В начале 1960-х годов Генри Кристал был председателем международных симпозиумов по посттравматическому стрессовому расстройству (ПТСР). По результатам этих конференций в 1968 году была опубликована книга «Массив психической травмы», редактором которой выступил Кристал. В этой книге подробно описаны особенности жертв Холокоста, бомбардировок Хиросимы и других экстремальных психологических травм. Всё это позволило обосновать существование длительного психологического синдрома (ПТСР), который является результатом психологической травмы.
В одном из исследований, проведённом с доктором Уильямом Г. Нидерлерлендом, показало, что бывшие заключённые концлагеря страдали от «вины выжившего», что проявлялось как «форма патологического траура» и неспособность испытать радость.
В дальнейшем, в своей частной практике Генри Кристал разрабатывал и совершенствовал психотерапевтические методы, которые начались с того, что люди сначала учились позволять себе чувствовать собственные эмоции, а затем выделяли и исследовали свои эмоциональные переживания, чтоб понять их и «вырасти» из своего травмирующего опыта.
Стоит отметить, что произведения и научные разработки Генри Кристала не только служат наглядными пособиями для поколений ученых и клиницистов (преимущественно в области когнитивной психотерапии), но и отличаются глубоким гуманизмом, основанным на его личном опыте, а также широкими познаниями в психоанализе, клинической психиатрии, искусстве, философии, культурной антропологии, когнитивной психологии и нейробиологии.

## Профессиональное признание
- Премия «Пионер» Международного общества по изучению травматического стресса[8]
- Премия «Лафлин» Американской психоаналитической организации
- Премия «Исцеление мира» Еврейской федерации Детройта
- Премия Элиз М. Хейман за изучение Холокоста и геноцида

## Основные работы
- Massive Psychic Trauma, 1969, ISBN 978-0-8236-8146-4
- Drug Addiction: Aspects of the Ego Function, 1983, ISBN 978-3-525-45657-6
- Drug Dependence: The Disturbances in Personality Functioning That Create the Need for Drugs, 1993, ISBN 978-1-56821-139-8
- Интеграция и самоисцеление: аффект, травма, алекситимия, 1994, ISBN 978-0-88163-180-7
- The Elements of You: Comfort, Image and Thirst, 2013, ISBN 978-1-4935-6189-6